# هلینگلی
هلینگلی (به انگلیسی: Hellingly) یک روستا و محله مدنی در بریتانیا است که در Wealden واقع شده‌است. هلینگلی ۱۹٫۶ کیلومتر مربع مساحت و ۱٬۸۲۰ نفر جمعیت دارد.